# Dämpfen (Holz)
Dämpfen ist ein Verfahren zur Holzbearbeitung. Es dient als einfaches Verfahren, Holz zu veredeln.

## Zielsetzung
Gedämpfte Hölzer arbeiten weniger, die Anfälligkeit zu Reißen und Werfen verringert sich. Einige Holzarten wie Buche, Birnbaum, Ahorn, Kirschbaum und Nussbaum verfärben sich gleichmäßig bei diesem Vorgang und brauchen nicht mehr extra gebeizt zu werden.
Das gedämpfte Holz lässt sich leicht biegen und behält seine Form, nachdem es erkaltet und getrocknet ist. Buche und Roteiche gelten als die unproblematischsten Holzarten beim Bugholzverfahren. Aber auch andere Hölzer wie Esche und Nuss sind dafür nutzbar.

## Verfahren
In geschlossenen Räumen, einer Dämpfkammer oder Dämpfgrube, werden Ligninbestandteile wie z. B. Zucker, Gummi, Gerbstoffe in Schnitthölzern mittels Wasserdampf zersetzt. Um die Holzfasern nicht zu verändern und zu schwächen, darf die Temperatur 100 °C nicht überschreiten. Der Dampf sollte zu Beginn in geringer Menge zugeführt werden, um das Holz allmählich zu erwärmen und die Poren für das Eindringen des Dampfes empfänglicher zu machen. Nach etwa 12 bis 15 Stunden kann das Dampfventil ganz geöffnet werden, bis aus dem Auslaufhahn ganz klares Wasser austritt. Nach bis zu 80 Stunden wird das Holz herausgenommen und ausgetrocknet. Die Dämpf-Dauer ist abhängig vom Querschnitt der Hölzer und der Holzart.